# Chlorophonia occipitalis
La clorofonia corona azzurra o tangara verde corona azzurra (Chlorophonia occipitalis (du Bus de Gisignies, 1847)) è un uccello passeriforme della famiglia dei Fringillidi.

## Etimologia
Il nome scientifico della specie, occipitalis, deriva dal latino e significa "occipitale", in riferimento alla colorazione azzurra della zona occipitale: anche il suo nome comune è un chiaro riferimento alla livrea.

## Descrizione

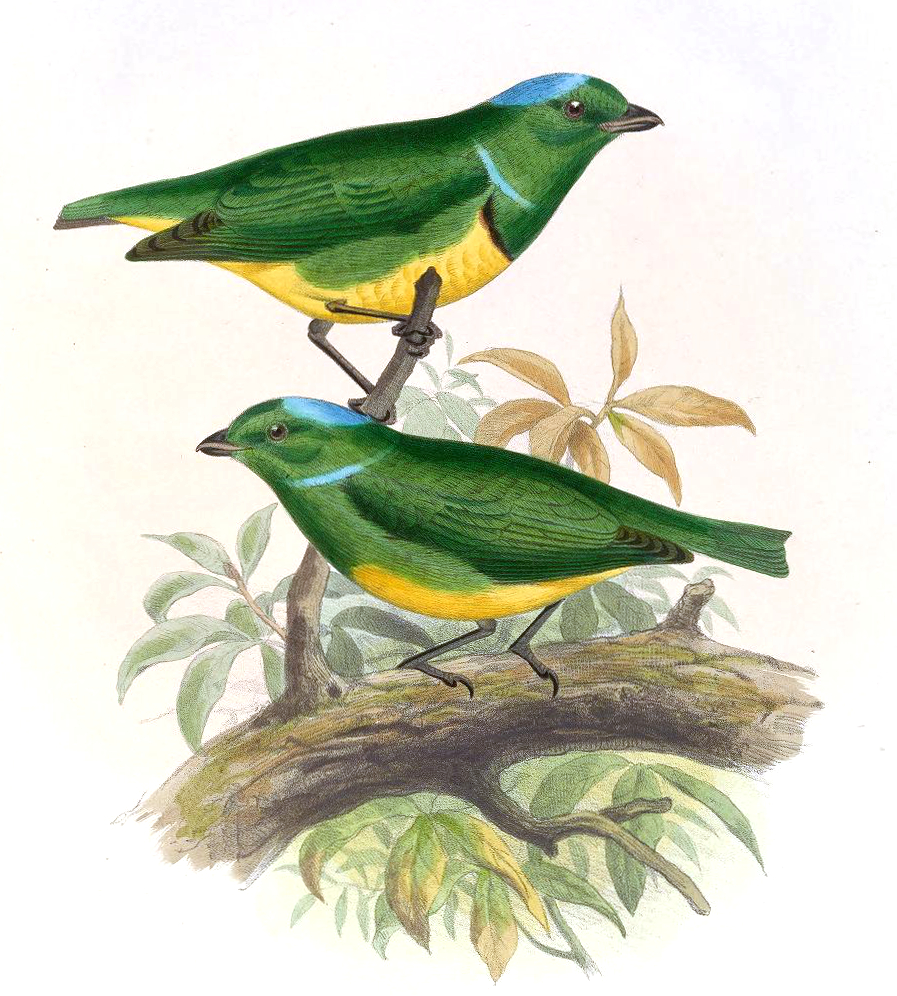
Illustrazione del 1869: maschio in alto.

### Dimensioni
Misura 13 cm di lunghezza, per 25-27,5 g di peso.

### Aspetto
Si tratta di un uccellino dall'aspetto robusto e paffuto, munito di testa arrotondata, corto becco conico, ali appuntite e corta coda squadrata.
Il piumaggio è verde brillante su tutto il corpo: fanno eccezione petto, ventre e sottocoda (che sono di colore giallo oro), le remiganti primarie e la coda (più scure e tendenti al nerastro), una banda nerastra che divide il verde golare dal giallo pettorale e l'area del vertice, che è di colore azzurro brillante, stesso colore di una piccola banda sopra ciascuna spalla.

Il dimorfismo sessuale è ben evidente: le femmine sono sprovviste delle bande nere su petto e spalle, presentano estensione del giallo ventrale minore e allo stesso modo anche l'azzurro cefalico è ridotto rispetto ai maschi. In ambedue i sessi becco e zampe sono nerastri, mentre gli occhi sono di colore bruno.

## Biologia

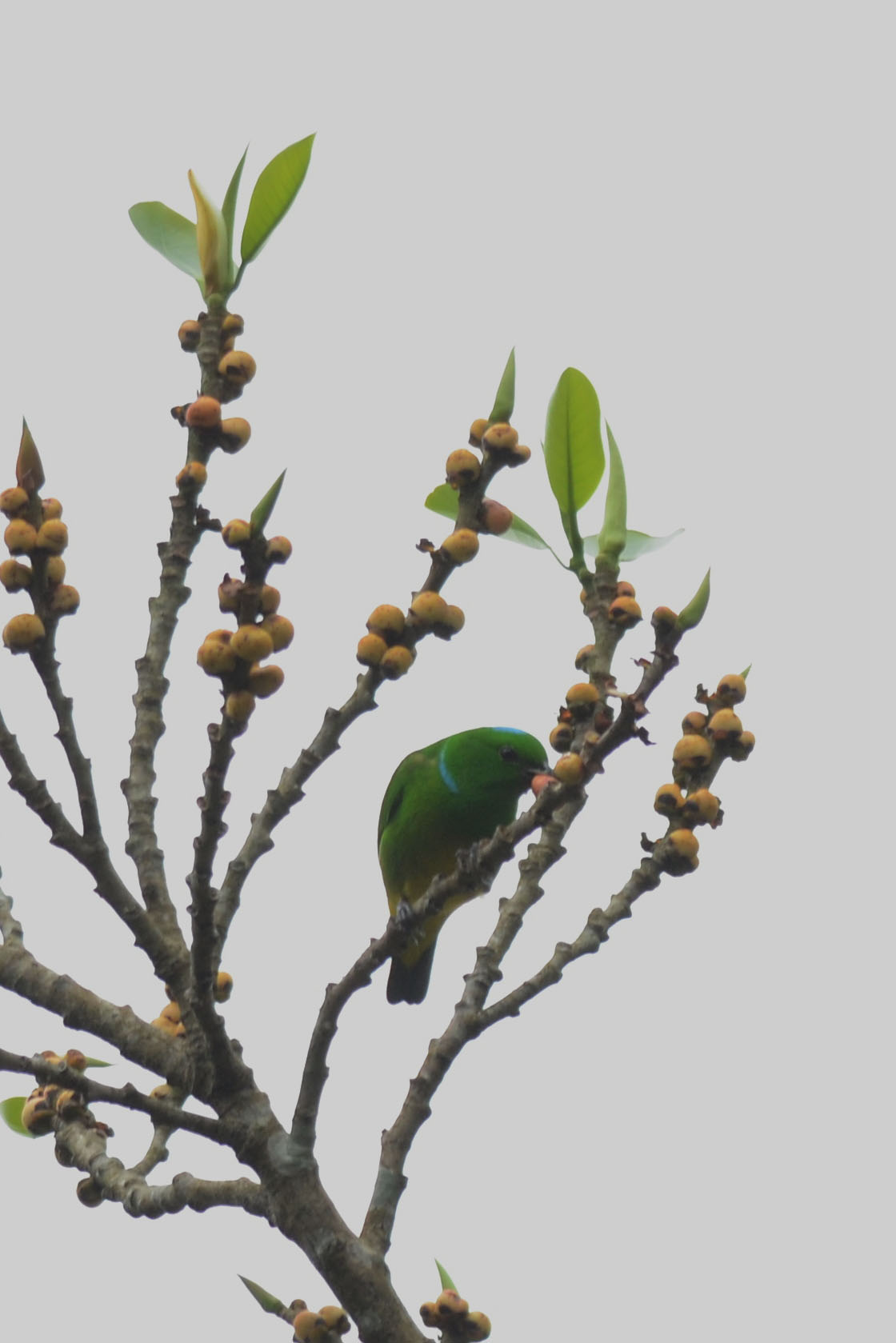
Esemplare si nutre nel Veracruz.

Si tratta di uccelli diurni, che vivono da soli o in coppie, passando la maggior parte della giornata alla ricerca di cibo, muovendosi con circospezione fra il folto delle chiome degli alberi.

### Alimentazione

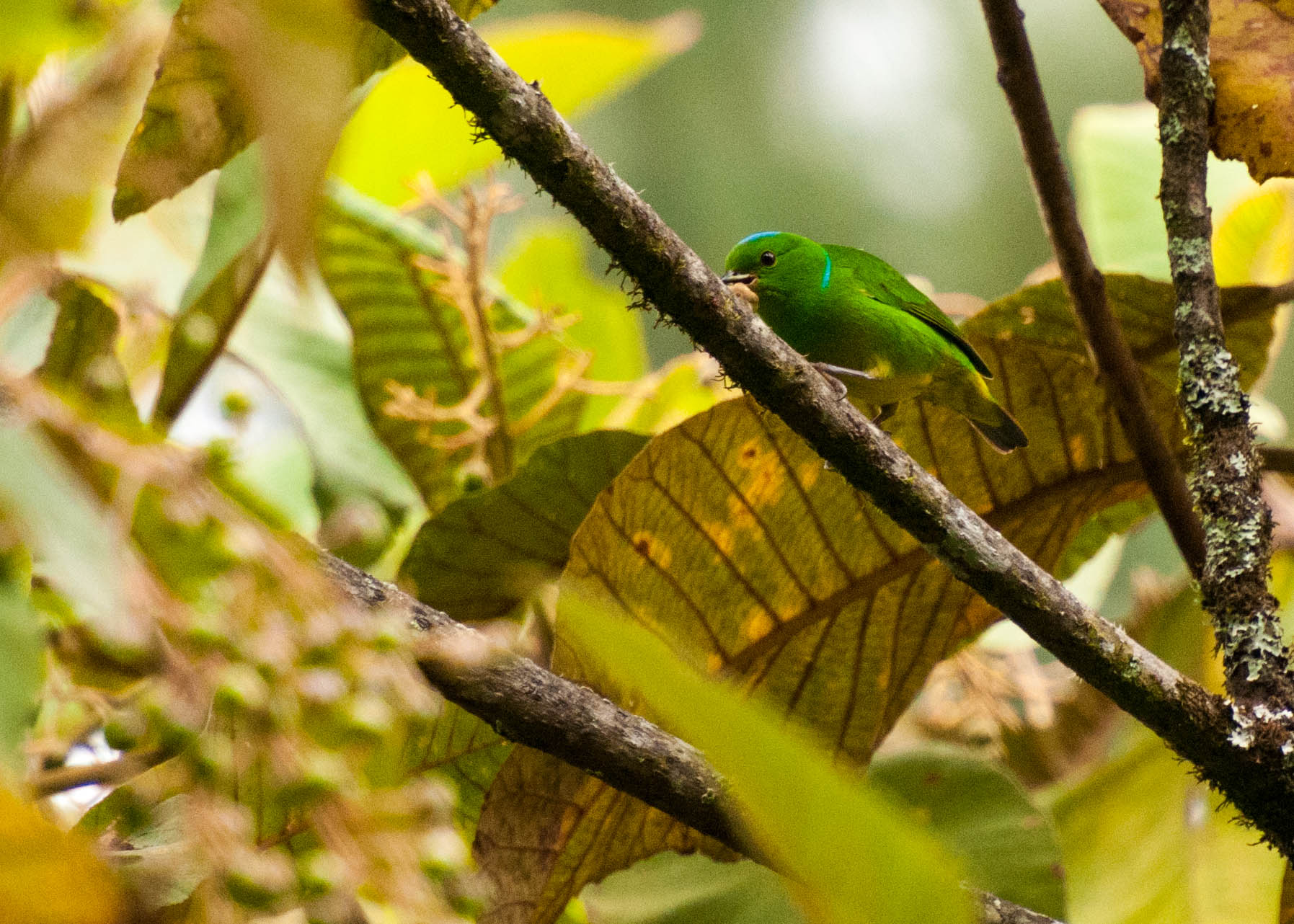
Femmina si nutre in natura.

La dieta di questi uccelli è quasi esclusivamente frugivora, componendosi soprattutto di bacche (in particolar modo di Loranthaceae), nonché di frutti e (sebbene in percentuale trascurabile) anche d'insetti ed altri piccoli invertebrati.

### Riproduzione
Si tratta di uccelli monogami, il cui periodo riproduttivo comincia in marzo-aprile: le coppie collaborano sia nella costruzione del nido di forma ovoidale che nell'alimentazione della prole, mentre la cova è a carico esclusivo della femmina, che però viene imbeccata dal maschio durante le due settimane d'incubazione. I pulli, ciechi ed implumi alla schiusa, divengono in grado d'involarsi attorno alle tre settimane di vita e possono dirsi indipendenti a circa un mese dalla nascita.

## Distribuzione e habitat

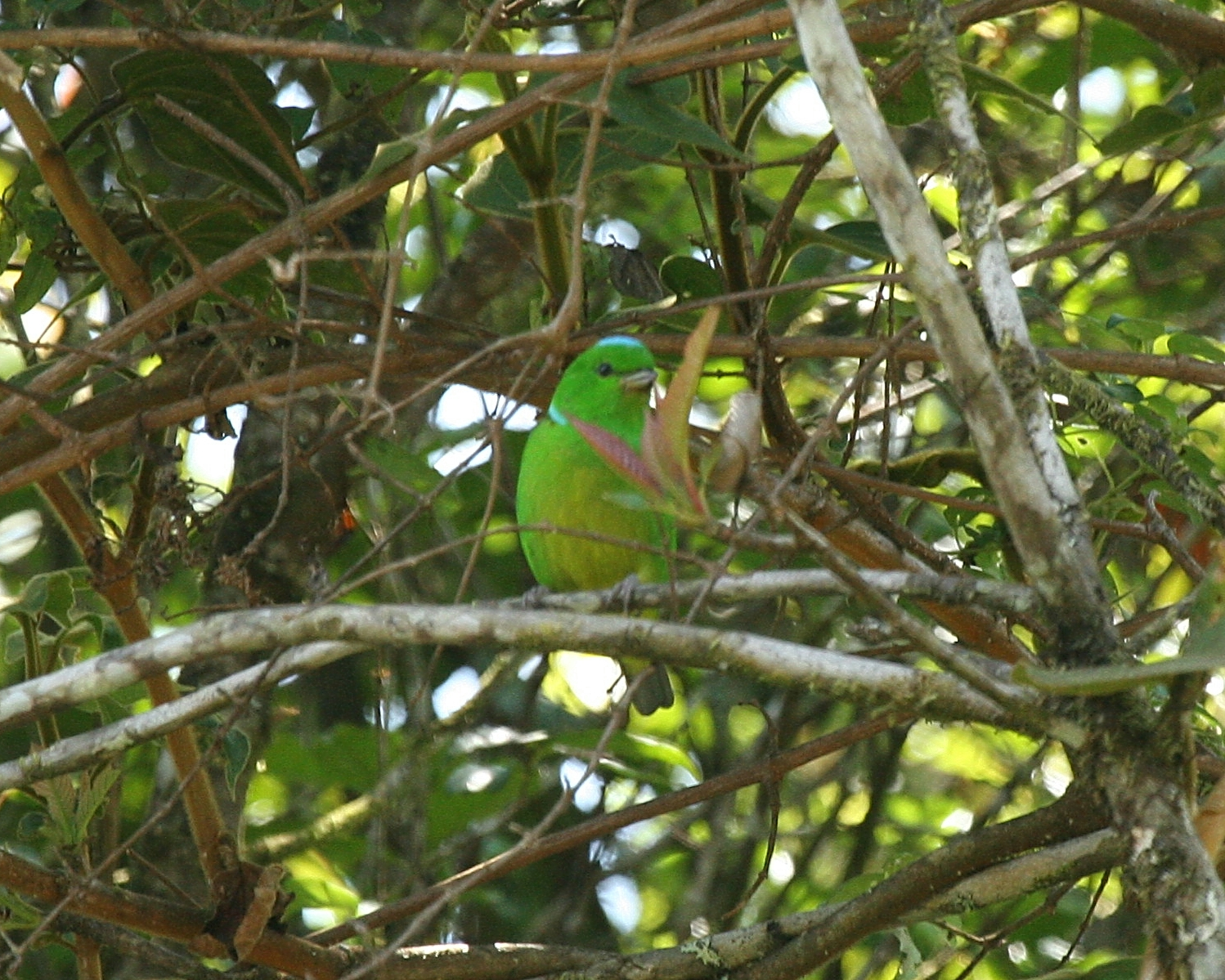
Esemplare in natura.

L'areale della specie comprende buona parte dell'America centrale, estendendosi dal Messico centrale (sud dello stato del Veracruz) al nord-ovest del Nicaragua.
L'habitat di questo uccello è rappresentato dalla foresta pluviale collinare e montana (fra i 500 e i 2500 m di quota): le tangare verdi nuca azzurra si dimostrano piuttosto tolleranti alla presenza umana, colonizzando anche le piantagioni di alberi da frutto o caffè, la foresta secondaria ed i campi da taglio con presenza di vegetazione poco fitta.